# 艾哈迈德·达武特奥卢
艾哈迈德·达武特奥卢（土耳其語：Ahmet Davutoğlu，土耳其語發音：[ahˈmet davuˈtoːɫu] ⓘ；1959年2月26日—），土耳其政治人物、政治学家和外交官，曾任土耳其外交部部長及總理。

## 外交部長
2009年5月起任土耳其外交部长。任內協助總理雷杰普·塔伊普·埃尔多安推行土耳其的外交政策。

## 總理
2014年8月28日，擔任三屆總理的雷杰普·塔伊普·埃尔多安辭去总理及正義與發展黨主席，就任土耳其总统后，达武特奥卢成为总理及正發黨主席，接掌土耳其的政府權力。2015年6月及11月領導正發黨勝出兩次大選。